# Scotsman (U-Boot)
HMS Scotsman (Kennung: P243) war ein U-Boot der britischen Royal Navy im Zweiten Weltkrieg.

## Geschichte
Die Scotsman (engl.: Schotte) war ein Boot des dritten Bauloses der S-Klasse; dieses Baulos wird auch als Seraph-Klasse bezeichnet.
Das Boot wurde am 15. April 1943 bei Scotts Shipbuilding and Engineering Company im westschottischen Greenock auf Kiel gelegt, lief am 18. August 1944 vom Stapel und wurde von der Royal Navy am 9. Dezember 1944 in Dienst gestellt.
Die Scotsman wurde im November 1964 in Troon verschrottet.